# Cafè Teatre dels Camps Elisis
El Cafè Teatre dels Camps Elisis és una obra noucentista de Lleida (Segrià) protegida com a Bé Cultural d'Interès Local.

## Descripció
El Cafè-teatre és un edifici de planta baixa i primer pis, que s'aixeca sobre un pedestal -cal pujar un parell de graons per accedir-hi- per tal de realçar-lo. La planta és basilical. En un dels extrems hi ha una tribuna semicircular que se sosté sobre columnes amb capitells dòrics i basaments desenvolupats. Les columnes també sostenen les lògies laterals, que al primer pis esdevenen grans terrasses amb baranes de balustres. Els murs de la nau es descarreguen en arcs de mig punt i pilars, tot i que a principis del segle XXI costen de veure, ocults per una estructura de vidre i metall. Encara als laterals, les obertures del primer pis són de mig punt, amb un reclau que adopta la forma d'un cimaci, a banda i banda del qual s'hi desenrotllen motius florals. La façana oest, per la qual s'accedeix a l'edifici, es presenta porxada, sostinguda per columnes de la mateixa tipologia que totes les altres. A les cornises es desenvolupa un programa de timpans, motllures i permòdols que, sumats les hídries i els pinacles que se situen a tots els seus angles, proporciona a l'edifici una fesomia peculiar.

## Història
El Cafè-teatre i el quiosc de música que van projectar els arquitectes Joaquim Porqueres i Francesc de P. Morera se situen al bell mig dels Camps Elisis de Lleida, uns jardins vuitcentistes condicionats novament al segle xx, amb una clara organització compositiva.